# Perlesta baumanni
Perlesta baumanni är en bäcksländeart som beskrevs av Bill P.Stark 1989. Perlesta baumanni ingår i släktet Perlesta och familjen jättebäcksländor. Inga underarter finns listade i Catalogue of Life.